# 北部上北広域農道
北部上北広域農道（ほくぶかみきたこういきのうどう）は、青森県上北郡東北町篠内平から同町太田平に至る広域農道である。

## 概要
2008年頃に東北本線（現・青い森鉄道）と青森県道8号八戸野辺地線を跨ぐ東北大橋が開通し全通。
全線を通じてアップダウンが多い路線である。
その他、付近に上北変電所があり送電線など鉄塔が林立している。

## 地理

### 交差する道路
- 青森県道8号八戸野辺地線（直接接続していないが、両者を接続する道路がある）
- 青森県道246号水喰野辺地線
- 青森県道5号野辺地六ケ所線